# Rock the Party (Off the Hook)
Rock The Party (Off the Hook) è una canzone dei P.O.D.. Si tratta del secondo singolo estratto dall'album The Fundamental Elements of Southtown, pubblicato il 4 agosto 2000.
Il video per "Rock the Party (Off the Hook)" si trova al 18º posto tra i 50 migliori video musicali di tutti i tempi, classifica stilata dall'emittente TVU.

## Lista tracce
1. Rock The Party (Off the Hook)
2. Freestyle (Rock Mix)
3. Sabbath

## Premi e riconoscimenti
Dove Awards
- 2001 - Video breve dell'anno